# Bixente Lizarazu
Bixente Lizarazu (Saint-Jean-de-Luz, 1969. december 9. –) baszk származású francia válogatott labdarúgó, balhátvéd. Pályafutása alatt klubcsapataiban 542 mérkőzésen játszott, és 32 gólt szerzett. 2006-ban, 36 évesen visszavonult.
Minden idők egyik legsikeresebb labdarúgója. A francia válogatottal világbajnoki címet ünnepelt az 1998-as hazai rendezésű világbajnokságon. Két évvel később, 2000-ben tagja volt az Európa-bajnok francia nemzeti tizenegynek. A 2001-es Konföderációs Kupát nyerő francia csapat tagja. Első válogatott mérkőzését 1996. június 10-én játszotta Románia ellen. Összesen 102 alkalommal lépett pályára a francia válogatottban. Utolsó alkalommal 2004. június 25-én a Görögország ellen elvesztett Európa-bajnoki mérkőzésen.
Klubszinten sikereit a Bayern München gárdájával érte el, amelynek egy féléves megszakítással 1997 és 2006 között volt játékosa. 6-szoros német bajnok (1999, 2000, 2001, 2003, 2005, 2006), 5-szörös német kupagyőztes (1998, 2000, 2003, 2005, 2006), 4-szeres német ligakupa győztes (1997, 1998, 1999, 2000). 2001-ben Bajnokok Ligáját nyert a Bayern Münchennel, amelyet ebben az évben világkupa győzelemmel koronázott meg.
Egyedülálló a labdarúgás történetében azzal, hogy egyszerre volt a világbajnoki, az Európa-bajnoki, német bajnoki cím, a Konföderációs-kupa, a Bajnokok Ligája valamint a világkupa védője. Egy időben tehát 6 címet védett, közte a legfontosabb válogatott- és klubtrófeákat.